# Pachysaga australis
Pachysaga australis är en insektsart som först beskrevs av Walker, F. 1869.  Pachysaga australis ingår i släktet Pachysaga och familjen vårtbitare. Inga underarter finns listade i Catalogue of Life.